# Король-бродяга (фільм)
Король-бродяга (англ. The Vagabond king) — американський мюзикл режисера Людвіга Бергера 1930 року. Фільм номінувався на премію «Оскар» в категорії «Найкраща робота художника-постановника».

## Сюжет
Історія, дія якої розгортається в Середньовічній Франції. Поет і шахрай Франсуа Віллон виявляється буквально зловленим за руку, так що його чекає повішення. Однак король Луїс XI пропонує йому відстрочити вирок, найнявши його для написання хвалебної оди в свою честь. Тепер Франсуа повинен всього за добу не тільки написати чималий текст, який виправдовує завоювання Бургундів, але і звабити прекрасну Катерину, адже це його єдиний шанс уникнути шибениці.

## У ролях
- Денніс Кінг — Франсуа Війон
- Джанетт МакДональд — Катерина
- О. П. Хеггі — король Луїс XI
- Лілліан Рот — Хюгетт
- Ворнер Оланд — Тіболт
- Артур Стоун — перукар Олівер
- Том Рікеттс — астролог
- Лоуфорд Девідсон — Трістан

## Саундтрек
- «Song of the Vagabonds»
- «King Louis»
- «Mary, Queen of Heaven»
- «Some Day»
- «If I Were King»
- «What France Needs»
- «Only a Rose»
- «Huguette Waltz»
- «Love Me Tonight»
- «Nocturne»